# Marc Legendre
Pour les articles homonymes, voir Legendre.
Marc Legendre, né le 15 avril 1956 à Anvers, est un auteur de bande dessinée et responsable éditorial belge néerlandophone, il use parfois des pseudonymes Ikke et Marl. 
Spécialisé dans la bande dessinée humoristique tout public, il est actif depuis le début des années 1980.

## Biographie
Marc Legendre naît le 15 avril 1956 à Anvers. Il fait des études de graphisme et devient rédacteur en chef de Kuifje, la version néerlandophone de Tintin en 1981. L'année suivante, il remarque Marvano qui lui succède. L'année suivante, il crée sous le pseudonyme de Ikke, la série Bibul une terreur des cours de récréation dans Robbedoes et qui connaît un succès considérable en Flandre, publiée en albums mais sans réussir à s'imposer par les éditions Erasme (3 albums, 1988-1989).
Avec Jan Bosschaert au dessin, il publie Walter and The King Kong Kooks aux éditions Deladus en 1989.
En 1990, ces mêmes auteurs créent la série Sam, la jolie garagiste. Publiée d'abord dans un recueil de vacances des éditions Standaard se verra par la suite offrir une propre collection d'albums, huit titres sont publiés jusqu'en 1999, la publication n'apportant pas le résultat espéré.

### Autour de Vandersteen
Marc Legendre devient ensuite rédacteur en chef de l’hebdomadaire Suske en Wiske, en 1993. Il installe Waterland avec Jeff Broeckx en 1994 pour le même hebdomadaire. Il cesse ses activités éditoriales lorsqu'il s'établit dans les îles Canaries en 1995.
Depuis 2005, il reprend avec Charel Cambré l'œuvre de Willy Vandersteen, Bob et Bobette,. Il écrit aussi les scénarios du Chevalier rouge pour Fabio Bono dont il n'existe pas de traduction française en 2023. En 2014, il écrit le reboot de Bob et Bobette : Amphoria,,, une version qui emmène les héros en 2047, à destination d'un public adulte (6 tomes, Éditions Paquet/Éditions du Sablon, 2014-2018). En 2016, il écrit Ayak & Boris & autres histoires pour Wilbert Van Der Steen aux éditions Kramiek. Ensuite, de 2016 à 2017, il écrit le scénario de trois albums de Spirou et Fantasio uniquement destinés au  public néerlandophone. Pour Griffo, il écrit le roman graphique Nello et Patrasche,, une adaptation en bande dessinée du roman de Ouida : A Dog of Flanders (1872), l'histoire d'un pauvre orphelin et d'un chien abandonné aux alentours d’Anvers, publiée aux éditions Kennes en 2022.
Marc Legendre est un auteur prolifique, le site Lastdodo recense 534 publications dans lesquelles sa signature apparaît en février 2023.
Marc Legendre est multirécompensé en Belgique, il est récipiendaire du prix Libris de la littérature pour Verder en 2008, Adhémar de bronze pour l'ensemble de son œuvre et prix Saint-Michel de la meilleure bande dessinée  d'un auteur néerlandophone pour Bob et Bobette - Amphoria, t. 1 avec Charel Cambré en 2013 et Prix Willy-Vandersteen, pour Bob et Bobette - Amphoria, t. 5 : Bobette avec Charel Chambré en 2015.

### Vie privée
Marc Legendre vit à El Hierro en Espagne.

## Publications
Liste très sélective
- Ayak et Boris et autres histoires[11], Kramiek, 24 août 2016
Scénario : Marc Legendre - Dessin et couleurs : Wilbert Van Der Steen -  (ISBN 978-2-88933-045-4)
- Des duvels, que diable ![22], Standaard Uitgeverij, Anvers, 2022
Scénario : Marc Legendre - Dessin : Jan Bosschaert - Couleurs : Mandy Van Passel -  (ISBN 978-90-02-02677-5),Hommage à Willy Vandersteen.
- Nello et Patrasche[13],[14], Kennes Éditions, Loverval, 2 novembre 2022
Scénario : Marc Legendre - Dessin : Griffo - Couleurs : Shirow Di Rosso -  (ISBN 9782380757675)

### Collectifs
- Super BD vacances, Standaard Uitgeverij, Anvers, juin 1996
Scénario et couleurs : collectif - Dessin : collectif dont Marc Legendre

## Réception

### Prix et récompenses
- 1988 :  prix de la meilleure série humoristique décerné par la Chambre belge des experts en bande dessinée[23] pour Biebel ;
- 2008 :  prix Libris de la littérature pour Verder[1] ;
- 2013 : 
  -  Adhémar de bronze[16], pour Biebel (nl), Sam, Bob et Bobette : Amphoria, Le Chevalier rouge, etc. ;
  -  prix Saint-Michel[16] de la meilleure bande dessinée d'un auteur néerlandophone pour Bob et Bobette - Amphoria, t. 1 avec Charel Cambré ;
- 2015 :  prix Willy-Vandersteen[17], pour Bob & Bobette - Amphoria, t. 5 : Bobette (avec Charel Chambré).

#### Livres
: document utilisé comme source pour la rédaction de cet article.
- (nl) « Marc Legendre (pseudoniem Ikke) », dans Striptekenaars in Vlaanderen, Anvers, Vlaamse Onafhankelijke Stripgilde, 1982, 132 p., ill. (ISBN 90-70481-15-4, OCLC 902354153, présentation en ligne), p. 68-69.
- Jean-Louis Lechat, Un demi-siècle d’aventures t. 2 : 1970 - 1996, Bruxelles, Le Lombard, 5 décembre 1996, 224 p., ill. ; 31 cm (ISBN 280361233X, OCLC 37995939, BNF 37539082, présentation en ligne), p. 90, 101. .
- Pascal Lefèvre et Patrick Van Gompel, La Nouvelle BD flamande, Berchem, Fonds flamand des lettres, 2003, 56 p., ill. ; 17 cm (OCLC 902348799, présentation en ligne).
- Patrick Gaumer, « Legendre, Marc », dans Dictionnaire mondial de la BD, Paris, Larousse, 2010, 953 p., ill. ; 27 cm (ISBN 978-2-0358-4331-9 et 2-0358-4331-6, OCLC 920924930, présentation en ligne), p. 516. .
- (nl) Jan Hoet et Dany Vandenbossche, « Marc Legendre », dans De wereld van de strips in originelen [« Le Monde de la bande dessinée en originaux »], Bruxelles, Vlaams Parlement, 2013, 68 p., PDF (OCLC 901366732, lire en ligne), p. 40.

#### Articles
- Alexis Seny, « Les iconiques Anversois Nello et Patrasche battent le pavé de la BD avec Legendre et Griffo : « C’est bien un conte de Noël, mais pas un Dickens » », Branchés Culture,‎ 22 décembre 2022 (lire en ligne, consulté le 27 février 2023).

### Vidéographie
- [vidéo] « Derrière la palette ... Marc Legendre », sur YouTube, 16 novembre 2022